# Паклин, Сергей Владимирович
Паклин Сергей Владимирович — белорусский хоккеист, защитник.

## Биография
Выпускник хоккейной школы СДЮШОР «Юность».
Начал карьеру в белорусской экстралиге за клуб уже в 16-летнем возрасте в 1997 году, и выступал за клуб до 2000 года. В 2000 году подписал трёхлетний контракт с омским «Авангардом». В 2002 перешёл в «Торпедо НН», Нижний Новгород.
Далее свою карьеру продолжил в Мостовик (Курган), Керамин (Минск), Кристал Саратов, Динамо, Гомель, Торпедо
Окончил игровую карьеру в 2011 году Азиатской Хоккейной лиге- China Dragons

## Спортивная карьера, национальные сборные
- Чемпионаты мира U-18 (1998, 1999)
- Чемпионаты мира U-20 (1999, 2000, 2001)
- Кубок Европейского вызова (2002)

## Тренерская карьера
- 2014—2015 — ХК Ариана-С Краснодарский край-главный тренер

## Достижения
Чемпион России, Южный Федеральный округ 2014—2015, двукратный чемпион мира среди юниоров 1999 года (группа В) и молодёжных команд 2000 г.
Двукратный чемпион восточно-европейской Хоккейной лиги 2002/2003,2003/2004, чемпион Республики Беларуси 2006, серебряный призёр Республики Беларусь 1999, 2002, 2007; обладатель Континентального кубка 2007